# Sugar Grove (Illinois)
Sugar Grove – wieś w Stanach Zjednoczonych, w stanie Illinois, w hrabstwie Kane.